# Miskolci vízszennyezési botrány
A miskolci ivóvízjárvány 2006 júniusában zajlott, amikor a város vízellátását biztosító forrásokba a megnövekedett csapadékmennyiség miatt szennyezőanyagok mosódtak.

## Miskolc vízellátása, a karszt sérülékenysége
A karszt földtanilag igen sérülékeny vízbázis. A Bükk-vidék nyílt tükrű karsztkőzeteit csupán néhány deciméter vastag talaj fedi, melybe a leeső csapadék szinte teljes mértékben és azonnal beszivárog. Természetesen a vízzel együtt különböző szennyeződések is a talajba, s így az ivóvízbázisba kerülhetnek. Ezenfelül a karszt nagy porozitású, nagymértékben képes vizet tárolni, valamint jó vízvezető kőzet. A karsztvíz kitermelése viszonylag olcsó, és gyakorlatilag ivóvíz minőséget biztosít. Az év döntő részében ez a vízbázis adja a városnak az ivóvizet. Jelenleg nyolc termelőobjektum végzi a kitermelést. Ezek egyrészt gravitációs vízművek (Szinva-forrási vízmű, Anna-forrási vízmű, Felső-forrási vízmű, Ómassai vízmű), másrészt szivattyús üzemű vízművek (Miskolctapolcai vízmű, Tavi-forrási vízmű, Királykúti vízmű). A források védőidomainak összterülete 291 négyzetkilométer.
A források utánpótlását a Bükk-vidék központi része adja, melynek nagyja a Bükki Nemzeti Park része, ez a szennyezőktől való védettséget némi részt biztosítja. A veszélyforrást az itt található települések (Répáshuta, Bükkszentlászló, Bükkszentkereszt és Miskolc egy része) és üdülőterületek jelentik. Ezek a települések a felszín alatti vízáramlási pályák felett helyezkednek el, esetlegesen elsősorban bakteriális és nitrát szennyezőkkel terhelve a vízbázist. A belső védőterületről a beszivárgott víz 20, a külső védőterületről 180 nap alatt ér a forrásokhoz. A települést szennyvízhálózata is veszélyt jelenthet az illegálisan bekötött csapadékvizek révén. Nagy csapadékot követően a túlterhelt rendszer szennyező-forrássá válhat. A nagy csapadék – a szennyvízhálózaton túl – magában a karsztrendszerben is szennyezést indukálhat. A vízjáratokban a gyorsan haladó víz nagy mennyiségű lebegőanyagot hoz magával, agyagot, hordalékot szállít, felkavarja a leülepedett iszapot. Ez a vízkivételi helyen zavarosodás formájában jelenik meg. Ez ellen lehetne védekezni a szennyezett víz kizárásával vagy ülepítő medencék használatával.
Miskolc napi vízfogyasztása 35-42 ezer köbméter, mely 180 ezer fő fogyasztását fedezi. Ezt a fogyasztást nagyrészt a karsztvíz szolgáltatja. A város többé-kevésbé elkülöníthető vízbázisokról kapja a vizet. A júniusi szennyezés az I. avasi-tetemvári alapzónát érintette, melyen Tapolca, az Egyetemváros, Görömböly, Hejőcsaba és a belváros déli része található.

## A vízmű és annak szennyezése
A város vízigényének több mint 50%-át az Újkút és az Olasz kút elégíti ki. Ezek 18 és 21 méter mély kutak, melyeket természetes járat köt össze. Az ide tartozó vízgyűjtő terület 76 négyzetkilométer. 2006. május 23. és június 6. között 215,8 mm csapadék hullott erre a területre, ami 16,8 millió köbméter vizet jelent. A csapadék egy része, nagy mennyisége következtében nem tudott beszivárogni. Így 2,5-3 millió m³ víz a felszínen maradt azt károsítva. A karsztvízszint emelkedése május 24-én kezdődött és a valaha mért legnagyobb értéket június 10-én érte el. A bakteriális szennyezést először június 6-án mérték, az ezt megelőző 13 napban alakulhatott ki a szennyezettség. Az Új kút szennyezésének okozója tehát a rendkívüli csapadékmennyiség, mely a térséget érte, valamint a területen található szennyezőforrások. 
A megalakult tényfeltáró bizottság négy szennyező gócot jelölt meg:
1. Bükkszentlászló, Mexikó völgy, Tatár árok (víznyelők, patakvíz),
2. Miskolctapolca Juhdöglő völgy (víznyelő, tóvíz),
3. Répáshuta település, Balla völgy (mészkőszurdok),
4. Répáshuta tisztított szennyvíz.

## A járvány lefolyása
Lakossági bejelentés alapján hamar értesült az ÁNTSZ az ivóvíz hálózatban jelentkező zavarosságról, ám ez a város nyugati részén történt. Az érintett forrásokat (Felső forrás és Anna forrás) azonnal kizárták a vízszolgáltatásból, ezt követően a víz megfelelő minőséget mutatott. Ugyanekkor a tapolcai városrészből nem érkezett panasz és a vízmű sem jelezte, hogy a források szennyezettek lennének. Június 8-án történt az első tájékoztatás, hogy a 6-án vett minták előzetes eredménye szennyezést jelez a tapolcai vízmű által ellátott területen. Délután már az epidemiológiai osztály kapott bejelentést orvosoktól, háziorvosoktól, több hasmenéses tünetekkel jelentkező betegekről. A közegészségügyi vizsgálatok azonnal megkezdődtek, helyszíni vizsgálat és mintavétel is történt.
Az Új kút víztermelését megfelelően leállították, amikor az ottani víz zavarossága elérte a határértéket. Ugyanakkor határérték alá csökkenve ismét visszaállították és a következő 9-10 órában az ismét zavarossá vált vízből körülbelül 8-9 ezer köbméter került a hálózatba. Ekkor a vízművet ismét, véglegesen leállították. A fekáliás szennyezést a vizsgálati eredmények egyértelműen mutatták. A vízmű végleges leállítása után 5 nappal még mindig jelentős volt a szennyezés. Több vírusfaj is kimutatható volt. A biológiai minták szervezetszám és üledék, valamint határérték feletti alga és cianobaktérium miatt voltak kifogásolhatóak, a vízkémiai eredményekkel nem volt gond.

## Közegészségügyi intézkedések
A járványügyi tevékenységgel egyidejűleg történt:
- a város biztonságos ivóvízellátásának megszervezése,
- a vízminőség biztosítása és folyamatos ellenőrzése,
- a szennyező forrás azonosítása és a kockázatcsökkentő, megelőző intézkedések bevezetése

Ezek alapján azonnali intézkedésként megkezdték az érintett terület a tasakolt, a palackozott vízzel való ellátását, valamint lajtos kocsik beállítását. A vízelosztó helyekről a lakosság hangosbemondón és a médián keresztül értesült. Előírták az érintett vízhálózat fertőtlenítését, átmosását, a hálózat városszintű vizsgálatának végzését. A szabadklór értékét betáplálással növelték, azt folyamatosan ellenőrizve. A barlangjáratok tisztítását búvárok segítették, a kitermelt iszapot és vizet a szükséges mértékben fertőtlenítették. A kieső vízmennyiséget más víztermelő telepről biztosították megfelelő ellenőrzések mellett. A lakosságot nap mint nap tájékoztatták a vízminőség alakulásáról, valamint a járványügyi teendőkről.
Az ivóvíz felhasználás előtti forralásának fogyasztási korlátozása mellett június 13-án megszűnt a zacskós vízellátás, majd 3 nappal később már korlátozás nélkül is fogyasztható volt. A vízmű kizárását követően folyamatos, napi bakteriológiai vizsgálatokkal ellenőrizték a vízminőség alakulását. A június eleji szennyezés augusztus végére szűnt meg, ezután a forrásvíz fertőtlenítést követően ismét megfelelt az ivóvíz-minőségi határértékeknek.

## A vízmű újraindításának feltételei
A közegészségügyi feltételek megteremtéséhez különböző jellegű intézkedésekre volt szükség. A legfontosabb feltétel a tapolcai vízműben egy monitoring rendszer kiépítése volt, mellyel – a történtekkel ellentétben – lehetőség van az azonnali beavatkozásra. Így mérhető a víz zavarossága, vezetőképessége, pH-ja, KOI és TOC értéke (UV-elnyelés alapján) és szabadklór-szintje. Telepítettek egy, a már fertőtlenített, a lakossághoz érkező víz minőségét ellenőrző klórszondát 1 kilométerre a vízmű után. Bakteriológiai és egyéb szennyezésjelzőkre állítottak be gyorstesztet, mellyel naponta mérik a nyersvíz és a kezelt víz minőségét. A vízszolgáltató saját mikrobiológiai laboratóriumot alakított ki.
Az ÁNTSZ a nyersvíz Cloliler bakteriológia gyorstesztjéhez rendelt intézkedési határértéket. Gyakoribbá tették mind a vízmű, mind a karsztforrások, valamint a betáplálási pontok biológiai és kémiai vizsgálatát az érvényes minisztériumi rendeleten felül. Elkészült a megfelelő szabályzat és havária terv. Az általános ellenőrzések mellett soron kívüli ellenőrzéseket is végeztek a csővezetékeken és a csatornarendszerekben, Miskolctapolca teljes szennyvízhálózata ellenőrzésre került. Szakértői vizsgálatok indultak a lehetséges szennyező források feltárására.
A védelem érdekében megkezdődött a Bükkszentlászló – Mexikó völgy – Tatár árok víznyelő szakaszának burkolása, és a Juhdöglő völgyi duzzasztott tavacska vízszabályozása.
Az ÁNTSZ december 13-án engedélyezte a vízmű üzembe helyezését az érintett csőszakaszok átmosása és a vízminőség ellenőrzése mellett, értesítési kötelezettséggel határérték túllépés esetén. Ezen túl elvárt volt a tapolcai vízmű tisztítási technológiájának mihamarabbi megépítése, ami 2007 februárjára elkészült és üzembe is lett helyezve.
A kiépített ellenőrzőrendszer már a következő nyáron hasznosnak bizonyult. A csapadék hatására a zavarosság elérte a határértéket, a termelést leállították. Másnap a város területén jelentkezett a vízhiány a tározók kiürülésével, melyet lajtoskocsikkal próbáltak pótolni, ami nem volt elegendő. Ugyanakkor a hálózatba betáplált víz mindvégig megfelelt a követelményeknek.

## Összefoglalás
A történtek is mutatják, hogy haváriás helyzetek esetén, a vízellátás nem megfelelő. A karsztforrások teljes védelmének további kiépítése fontos. A korábbi kiépítéssel lehetséges, hogy a járvány megelőzhető lett volna. Tehát karsztvizeink védelme nemcsak természeti környezetünk, hanem saját egészségünk megóvásának is érdeke!